# Kanadische Streitkräfte
Die kanadischen Streitkräfte (engl. Canadian Armed Forces (CAF), frz. Forces armées canadiennes) sind die verbundenen Streitkräfte Kanadas und die ihnen angeschlossenen Organisationen und Strukturen. Diese sind die Canadian Army (das Heer), Royal Canadian Navy (die Marine) und die Royal Canadian Air Force (die Luftwaffe). In den kanadischen Streitkräften dienen ausschließlich Freiwillige.

## Geschichte

### Wurzeln und Aufstellung
In der Kolonialzeit dienten Kanadier in den britischen Streitkräften oder in örtlichen Milizen. Trotz der Gründung des kanadischen Dominions im Jahre 1867 unterstanden die kanadischen Truppen bis um die Jahrhundertwende des 20. Jahrhunderts der britischen Krone. Kanadische Milizen verteidigten ihre Heimat im Amerikanischen Unabhängigkeitskrieg, im Britisch-Amerikanischen Krieg (1812–1815) und während der Fenier-Überfälle (1866, 1870/71). Ein kanadisches Expeditionskorps unterstützte die britische Krone im Zweiten Burenkrieg (1899 bis 1902).
Die kanadischen Streitkräfte wurden 1812 gegründet, weil sie zur Abwehr der amerikanischen Invasoren benötigt wurden. Die Royal Canadian Navy wurde 1910 und die Royal Canadian Air Force 1924 gegründet.
Kanadische Soldaten, Seeleute und Piloten haben erhebliche Beiträge zu den beiden Weltkriegen und zum Koreakrieg geleistet.

### Einsätze

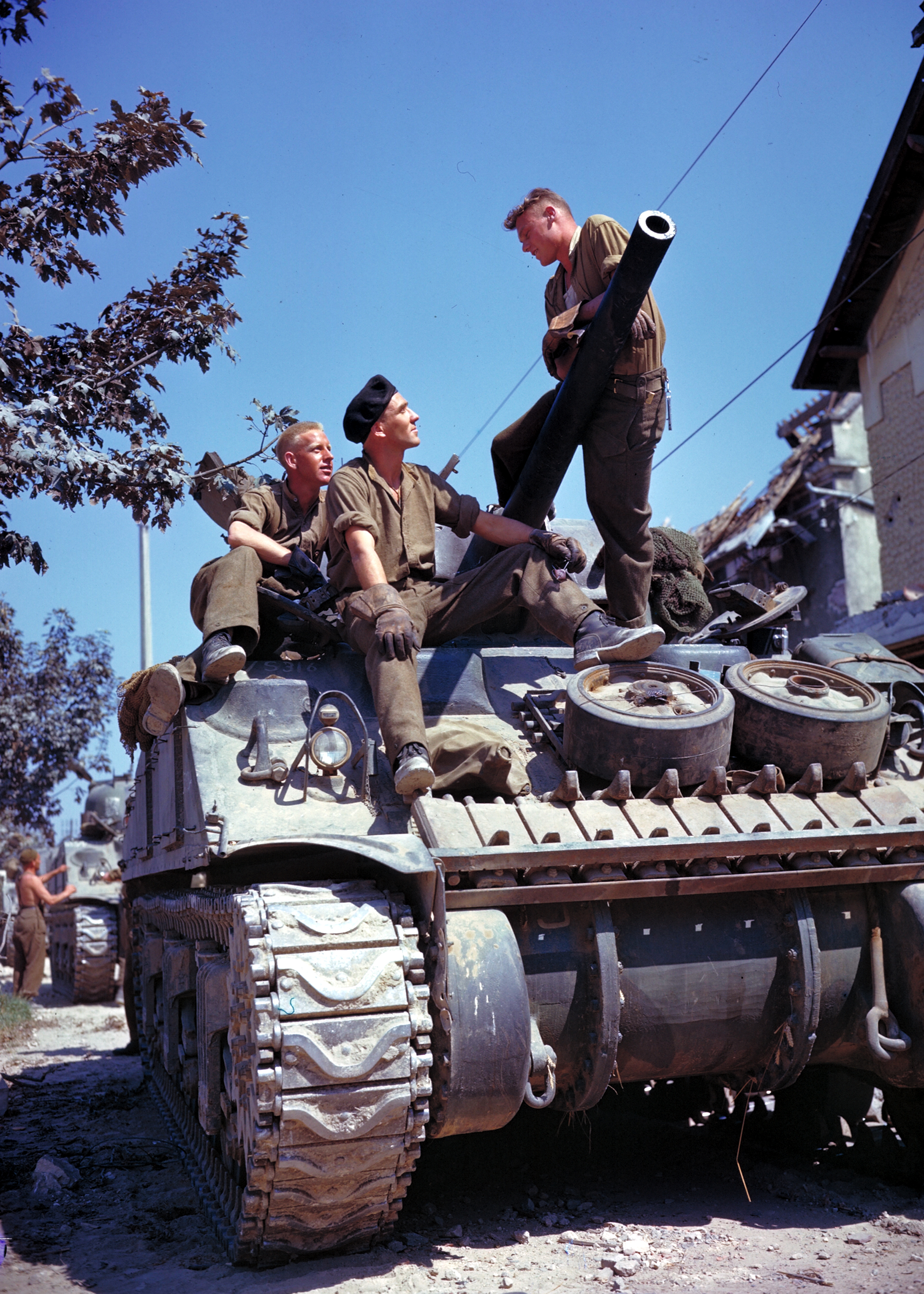
Kanadische Soldaten im Einsatz bei Vaucelles, Frankreich (Juni 1944)

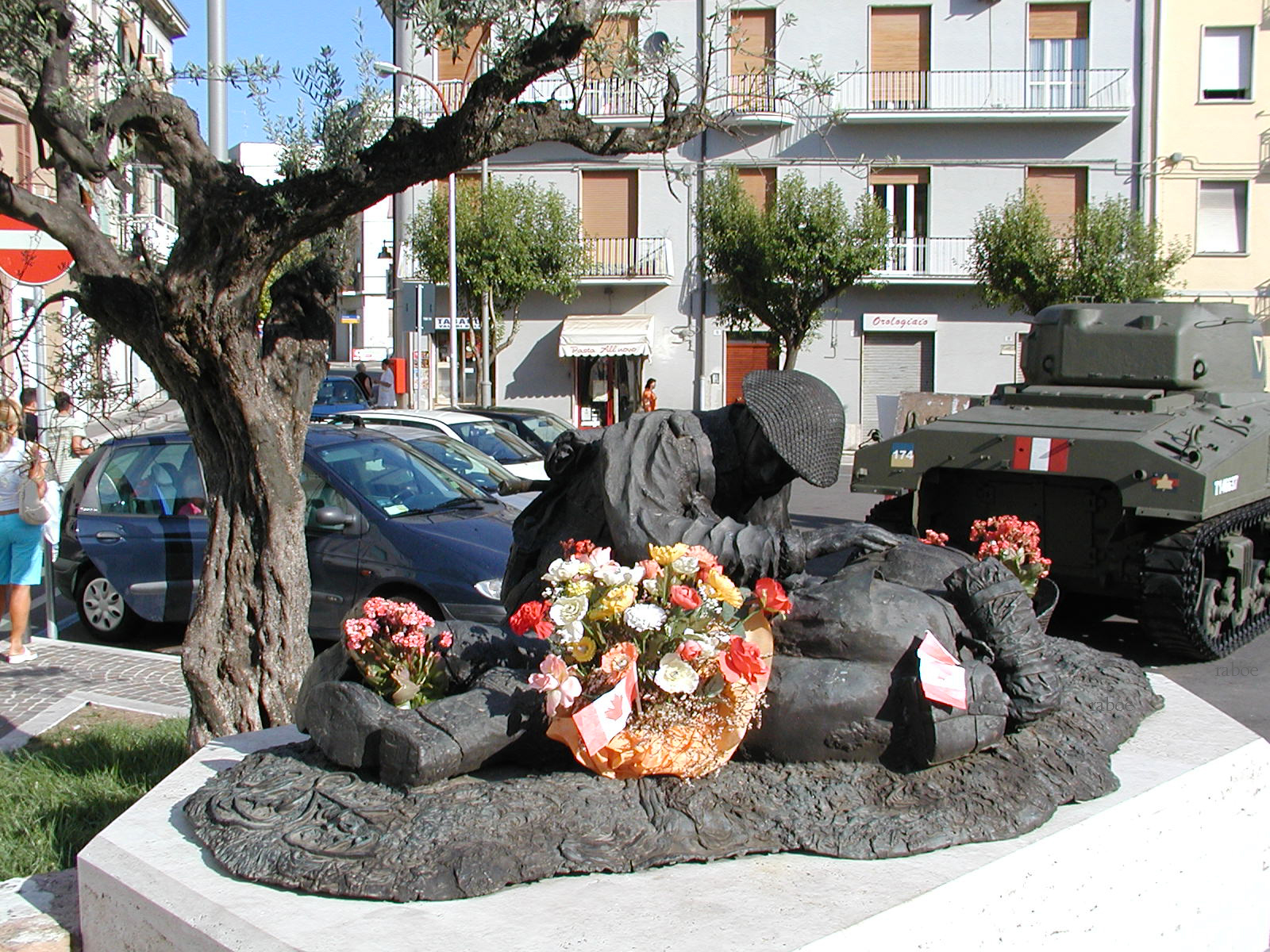
Gedenken an die gefallenen Kanadischen Soldaten der Schlacht um Ortona

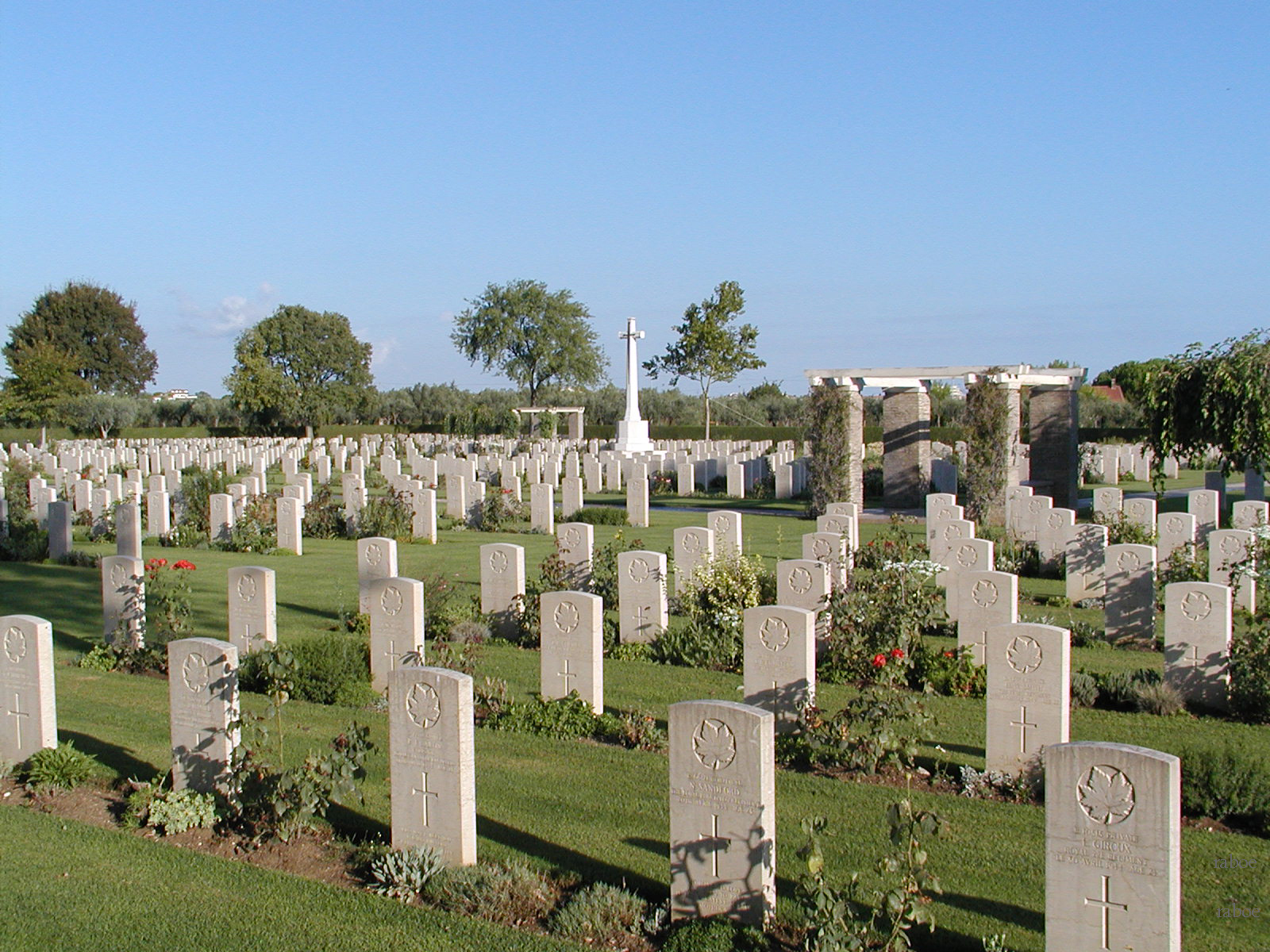
Soldatenfriedhof Ortona bei der Gustav-Linie. Dort fielen von Dezember 1943 bis Mai 1944 etwa 1400 kanadische Soldaten.

Kanadische Einheiten haben im Britisch-Amerikanischen Krieg, im Burenkrieg, im Ersten und im Zweiten Weltkrieg, im Koreakrieg und im Zweiten Golfkrieg (1990/1991) gedient, und Beiträge zu Friedensmissionen, schwelenden Konflikten und nichterklärten Kriegen wie zum Beispiel der Sueskrise, dem Zypernkonflikt, den Jugoslawienkriegen oder im „Kampf gegen den internationalen Terrorismus“ (Afghanistan-Krieg) geleistet. Kanada ist Gründungsmitglied der NATO und betreibt zusammen mit den USA das nordamerikanische Luftraumverteidigungsbündnis NORAD.
Als besonders traditionsstiftend werden aus Sicht des kanadischen Militärs vor allem die Schlacht bei Arras (Erster Weltkrieg) und im Zweiten Weltkrieg die Operation Jubilee, die Schlacht von Ortona, die Landung in der Normandie (Juni 1944), die Schlacht an der Scheldemündung (2. Oktober – 8. November 1944), die Luftschlacht um England und die Atlantikschlacht gesehen.
Daneben gab es beim Vormarsch 1944 und 1945 viele weitere Schlachten. Aufgrund der hohen Verluste (Verletzte, Gefallene, Vermisste, Kriegsgefangene) führte Kanada Ende 1944 die Wehrpflicht wieder ein. Das führte zur Wehrpflichtkrise von 1944; letztlich gelangten nur einige hundert wehrpflichtige Soldaten an die Front. Kanadier waren auch beteiligt u. a. an der Schlacht am Kapelsche Veer, bei der Operation Blackcock und der Schlacht im Reichswald bei Kleve.
Bis zur deutschen Kapitulation am 8. Mai 1945 hatten kanadische Truppen ganz Norwegen sowie das gesamte niederländische Territorium nördlich des Rheins und des Flusses Lek befreit. Sie verließen diese Gebiete nach Wiederherstellung der öffentlichen Ordnung innerhalb weniger Monate.
Seit 1947 waren die kanadischen Streitkräfte an 73 Operationen weltweit beteiligt. 2002 waren insgesamt 3000 kanadische Soldaten für elf Auslandseinsätze abgestellt, wie zum Beispiel die SFOR in Bosnien und Herzegowina. Die Kanadische Beteiligung am Krieg in Afghanistan ab 2001 bis heute war eine der teuersten und verlustreichsten Operationen.
Auch in der Heimat sind kanadische reguläre und Reserveeinheiten aktiv: Allein im Jahre 2001 gingen sie 8000 Suchmeldungen nach, bei denen sie mehr als 4500 Leben retteten. Auch auf diese Art von Einsätzen gründet sich die große Beliebtheit des kanadischen Militärs. Von den Canadian Rangers werden regelmäßig sogenannte Souveränitäts-Patrouillen durchgeführt, um Kanadas Hoheitsansprüche auf seine arktischen Gebiete zu untermauern.

### Entwicklung nach dem Zweiten Weltkrieg

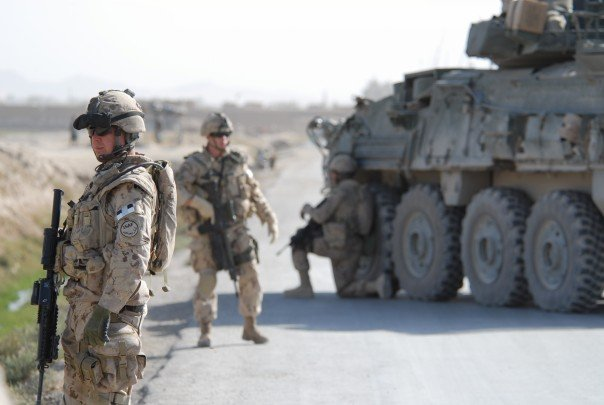
Soldaten der Canadian Grenadier Guards beim ISAF-Einsatz in Kandahar, Afghanistan

Kanada hat im Zweiten Weltkrieg die größte Berufsarmee seiner Geschichte eingesetzt – die Wehrpflicht wurde erst kurz vor Kriegsende eingeführt; nur 2400 Wehrpflichtige konnten noch vor dem Kriegsende eingesetzt werden. Kanada hatte seit Dezember 1951 Truppen in Deutschland; sie waren Teil der NATO-Truppen. Kurz zuvor hatte der Koreakrieg begonnen.
Die Verteidigungsausgaben und die Streitkräftegröße Kanadas blieben auf annähernd gleichem Niveau; ab Anfang der 1960er (als die Bedrohung Kanadas durch die Nationen des Warschauer Pakts geringer empfunden wurde) wurden sie zurückgefahren. Nach dem Ende des Kalten Krieges 1989, dem Zerfall des Ostblocks und dem Zerfall der Sowjetunion kam es zu Budget- und Personalkürzungen, Standortschließungen, aber auch zu einer Reduktion der kanadischen Kampfkraft (anders als zum Beispiel in den USA, bei denen ähnliche Umschichtungen nicht automatisch zu einer geschwächten Kampfkraft führten).
Kanada unterhielt von 1951 bis in die 1990er hinein einige Luft- und Landstreitkräfte in Deutschland. Die beiden letzten großen Stützpunkte waren in Lahr/Schwarzwald im Ortenaukreis (CFB Lahr; geschlossen am 31. August 1994, heute Black Forest Airport) und in Rheinmünster-Söllingen im Landkreis Rastatt (CFB Baden-Soellingen; geschlossen am 31. Dezember 1993, heute Baden-Airpark). Beide Standorte befanden sich in Baden-Württemberg, nahe der französischen Grenze. Verblieben sind auf deutschem Boden diverse kleinere Einheiten, die u. a. in der multinationalen NATO-Einheit AWACS auf dem NATO-Flugplatz Geilenkirchen im Dienst stehen bzw. dieser fliegenden Gruppe Unterstützung leisten.

### Umstrukturierung
Anders als die Streitkräfte der engsten Verbündeten, wie z. B. Großbritannien, die USA, Australien oder Neuseeland, sind die kanadischen Streitkräfte eine verbundene Organisation mit einer einheitlichen Kommandostruktur. Das Weißpapier zur Verteidigungspolitik im März 1964 sah eine Restrukturierung der Streitkräfte als weiterhin getrennte Organisationen nicht vor und präferierte sie eher als „Vereinigung von Einsätzen, Personal, Versorgung und Logistik sowie der Verwaltung“.
Am 1. Februar 1968 trat das Gesetz Bill C-243, The Canadian Forces Reorganization Act in Kraft, und es wurden zunächst die Royal Canadian Navy und die Royal Canadian Air Force in den Canadian Forces vereinigt. Während vorgegeben wurde, vor allem Kosten sparen zu wollen, kam der Vorwurf an den Premierminister Lester Pearson und an seinen Verteidigungsminister auf, sie würden dem kanadischen Postmodernismus der Nachkriegszeit hinterherrennen und monarchistische Traditionen abschütteln wollen. Aber auch rein fachlich wurde die Reorganisation kritisiert, wie zum Beispiel von J. L. Granatstein, einem bekannten kanadischen Militärhistoriker, in Who Killed The Canadian Military? (zu deutsch ungefähr: Wer hat das kanadische Militär unfähig gemacht?).
In dieser neuen Struktur waren jedenfalls die drei ehemaligen Teilstreitkräfte in sechs funktionelle Kommandos gegliedert – Seekommando (Maritime Command), Mobiles Kommando (Mobile Command), Luftverteidigungskommando (Air Defence Command), Lufttransportkommando (Air Transport Command), Materielles Kommando (Materiel Command) und das Ausbildungskommando (Training Command). Während die kanadischen Streitkräfte also eine Streitmacht waren, so wurden ihre Angehörigen zu dieser den drei „Umgebungen“ Land, Luft oder See zugerechnet. Diese Einteilung wurde von der Laufbahn der dienenden Individuen bestimmt – ein Pilot wurde den Luftstreitkräften zugeordnet. Nicht umgebungsspezifische Soldaten wie Militärpolizisten oder Sanitäter wurden zufällig zugeteilt. In ihrer „Umgebung“ verbleiben sie allerdings bis zum Ende ihrer Laufbahn, unabhängig von Einheit oder Dienstgrad.
Aus Traditionsgründen wurden im Jahre 2011 das Landkommando, Seekommando und das Luftkommando in Heer, Königlich Kanadische Marine und Königlich Kanadische Luftstreitkräfte sowie im Jahre 2013 die vier Landstreitkräftekommandos in Heeresdivisionen umbenannt. Die integrierte Struktur der kanadischen Streitkräfte wurde im Prinzip jedoch beibehalten.
Im arktischen Kanada sind nur rund 250 aktive Soldaten stationiert sowie 1500 Inuit-Reservisten der Canadian Ranger und überwachen zusammen mit der Küstenwache dieses Gebiet (rund 40 % der kanadischen Landfläche) und die im Sommer freie Wasserstraße der Nordwest-Passage, die durch den Klimawandel immer häufiger eisfrei und befahrbar sind.

## Auftrag

Flagge der verbundenen kanadischen Streitkräfte

Primärer Auftrag der kanadischen Streitkräfte ist der Schutz der territorialen Integrität Kanadas und seiner Bürger. Die Streitkräfte haben ferner den Auftrag, die politischen und militärischen Bündnisse des Landes zu unterstützen und zu schützen.
Kanada arbeitet eng mit den Vereinigten Staaten und ihren Streitkräften zusammen, um den nordamerikanischen Kontinent gegen alle Angriffe von außen zu schützen, z. B. im Rahmen des gemeinsamen nordamerikanischen Luftraumverteidigungskommandos.
Des Weiteren soll das kanadische Militär durch die Teilnahme an multinationalen Friedensmissionen Frieden und Sicherheit auf dem gesamten Erdball herstellen und sichern.

## Organisation

Gardeeinheit des Royal 22nd Regiment beim Wachwechsel vor der Zitadelle von Québec

Die kanadischen Streitkräfte in ihrer jetzigen Form entstanden am 1. Februar 1968, als die kanadische Regierung die bisherigen Teilstreitkräfte Canadian Army, die Royal Canadian Navy und die Royal Canadian Air Force organisatorisch zusammengeführt hat. Somit stellte Kanada eine der wenigen Nationen dar, die ihre Streitkräfte so eng zusammengefasst hatte. Der ursprüngliche Ansatz, sogar eine einheitliche Uniform einzuführen, hat sich jedoch nicht bewährt und wurde bereits vor längerem revidiert. Die historischen Bezeichnungen wurden 2011 wieder eingeführt.
Kanada ist Mitglied der NATO seit ihrer Gründung im Jahre 1949. Die kanadischen Streitkräfte sind eng in deren Strukturen integriert und ständige Teilnehmer an ihren Übungen, und auch in gemeinsamen Verbänden präsent. Ebenso unterstützt Kanada die UNO bei ihren humanitären Einsätzen und bei ihren Friedensmissionen.

### Befehlskette
Der Oberbefehlshaber der kanadischen Streitkräfte ist König Charles III., König nach dem Recht Kanadas, vertreten durch die Generalgouverneurin Mary Simon Militärischer Führer der Streitkräfte ist der Chief of the Defence Staff. Am 3. Juli 2024 gab der kanadische Premierminister die Ernennung von Generalleutnant Jennie Carignan (Canadian Army) zum Chief of the Defence Staff bekannt. Carignan folgt, als erste Frau auf diesem Posten, General Wayne Eyre, der am 18. Juli 2024 in den Ruhestand tritt. Für die Verteidigungspolitik ist im Kabinett der jeweilige Verteidigungsminister zuständig. Seit dem 26. Juli 2023 ist dies Bill Blair. Das Hauptquartier der kanadischen Streitkräfte befindet sich in Ottawa, der Hauptstadt Kanadas.

### Oberbefehlskommandos
Seit 2006 wurden vier Oberbefehlkommandos eingerichtet das ist zu einem das Canada Command (CANCOM), welches vorwiegend für die Sicherheit des Landes zuständig ist und die Einsatzplanungen für Einsätze innerhalb des Landes übernimmt. Das Canadian Special Operations Forces Command (CANSOFCOM) koordiniert die Spezialeinheiten der Streitkräfte bei In- und Auslandseinsätzen. Das Canadian Expeditionary Force Command (CEFCOM) koordiniert die internationalen Einsätze der Streitkräfte.
Das Canadian Operational Support Command (CANOSCOM) hat eine unterstützende Funktion und sorgt für die Logistik und Infrastruktur in den Einsatzgebieten.
Im Jahr 2012 wurden die Canada Command, Canadian Expeditionary Force Command und Canadian Operational Support Command aus Sparmaßnahmen im neuen Canadian Joint Operations Forces Command. Canada Command war für die Verteidigung von Kanada, sowie auch für Hilfsoperationen (Katastrophenschutz, innere Sicherheit usw.) innerhalb von Kanada zuständig. Canadian Expeditionary Force Command war für Einsätze im Ausland zuständig (in Rahmen von NATO, Friedensoperationen und Krisenreaktion im Ausland) zuständig. Canadian Operational Support Command stellte Unterstützungskräfte (Pioniere, Nachschubtruppen, Sanitätstruppen, Militärpolizei usw.) den zwei anderen Kommandos, sowie auch dem Canadian Special Operations Forces Command für Operationen innerhalb, sowie außerhalb von Kanada zur Verfügung. Nach der Fusionierung von den drei konventionellen Einsatzkommandos sind die Kanadischen Streitkräfte in drei verschiedene Kommandokategorien unterteilt. Jedes Kommando ist im Nationalen Verteidigungshauptquartier (National Defence Headquarters (NDHQ) / Quartiers généraux de la Défense nationale (QGDN)) in der Hauptstadt Ottawa in Ontario integriert. Im Nationalen Verteidigungshauptquartier ist auch der Strategische Gemeinsame Stab (Strategic Joint Staff (CF SJS) / État-major interarmées stratégique (EM IS FC)), der als Führung- und Planungsstab des kanadischen Befehlshabers funktioniert.

#### Streitkräfteübergreifende Einsatzkommandos
- Kanadisches Gemeinsames Einsatzkommando (Canadian Joint Operations Command (CJOC)/Commandement des opérations interarmées du Canada (COIC))
  - 1st Canadian Division Headquarters (1st Cdn Div HQ) (CFB Kingston, ON) (streitkräfteübergreifende Auslandseinsatzkommando)[12]
  - Canadian Forces Joint Operational Support Group (CFJOSG) (CFB Kingston, ON)[13]
  - Canadian Materiel Support Group (CMSG) (CFB Kingston, ON)[14]
  - Joint Task Force North (JTF North) (Hauptquartier in Yellowknife, NT) (gemeinsame Einsätze in den Bundesterritorien in Nordkanada, JTF North ist der einzige Territorialverband, der einen eigenen Stab hat)
  - Joint Task Force Pacific (JTF Pacific) (Hauptquartier in Victoria, BC) (gemeinsame Einsätze in British Columbia, der Stab der Maritime Forces Pacific dient zugleich als Stab von JTF Pacific)
  - Joint Task Force West (JTF West) (Hauptquartier in Edmonton, AB) (gemeinsame Einsätze in den Prairie-Bundesprovinzen) (der Stab der 3rd Canadian Division dient zugleich als Stab von JTF West)
  - Joint Task Force Central (JTF Central) (Hauptquartier in Toronto, ON) (gemeinsame Einsätze in Ontario) (der Stab der 4th Canadian Division dient zugleich als Stab von JTF Central)
  - Joint Task Force East (JTF East) (Hauptquartier in Montreal, QC) (gemeinsame Einsätze in Quebec) (der Stab der 2nd Canadian Division dient zugleich als Stab von JTF East)
  - Joint Task Force Atlantic (JTF Atlantic) (Hauptquartier in Halifax, NS) (gemeinsame Einsätze in den Atlantischen Bundesprovinzen) (der Stab der Maritime Forces Atlantic dient zugleich als Stab von JTF Atlantic)
  - Maritime Component Commander (MCC) (Hauptquartier in Halifax, NS oder Victoria, BC) (die Befehlshaber von Maritime Forces Atlantic und Maritime Forces Pacific wechseln einander in dieser Rolle)
  - Joint Force Air Component Commander (JFACC) (Hauptquartier in CFB Winnipeg, MB) (der Befehlshaber der 1st Canadian Air Division dient zugleich in dieser Rolle)
- Kanadische Spezialeinsatzkräftekommando (Canadian Special Operations Forces Command (CANSOFCOM)/Commandement des Forces d'opérations spéciales du Canada (COMFOSCAN))

#### Teilstreitkräftekommandos
Nach der Fusion der kanadischen Teilstreitkräfte und der Entstehung der einzelnen kanadischen Streitkräfte im Jahr 1968 wurden die Verbände in funktionelle Kommandos neuorganisiert. Die heutigen Heer, Marine und Luftstreitkräfte sind weiterhin nur traditionelle Namen und diese Komponenten gehören immer noch zu der einzelnen Streitkraft kanadische Streitkräfte.
- Kanadisches Heer (Canadian Army (CA)/Armée canadienne (AC))
  - 2e Division du Canada (BFC Valcartier, QC)
  - 3rd Canadian Division (CFB Edmonton, AB)
  - 4th Canadian Division (Toronto, ON)
  - 5th Canadian Division (CFB Halifax, NS)
  - Canadian Army Doctrine and Training Centre (CFB Kingston, ON)
- Königliche Kanadische Marine (Royal Canadian Navy (RCN)/Marine royale canadienne (MRC))
  - Maritime Forces Atlantic (MARLANT) (CFB Halifax, NS)
  - Maritime Forces Pacific (MARPAC) (CFB Victoria, BC)
  - Naval Reserve Headquarters (NAVRESHQ) (Pointe-a-Carcy Naval Complex, QC)
- Königliche Kanadische Luftstreitkräfte (Royal Canadian Air Force (RCAF)/Aviation royale canadienne (ARC))
  - 1st Canadian Air Division (CFB Winnipeg, MB)
  - 2nd Canadian Air Division (CFB Winnipeg, MB)
  - Canadian Forces Aerospace Warfare Centre (CFB Trenton, ON)
  - Canadian Air Reserve (Ottawa, ON)

#### Streitkräfteübergreifende Spezialisierte Kommandos
- Militärkommando für Personal (Military Personnel Command (MPC)/Commandement du personnel militaire (CPM)) (Ottawa, ON)
  - Canadian Armed Forces schools and training centres (Ausbildung und Weiterausbildung)
  - Canadian Forces Health Services Group (CF H Svcs Gp) (Sanitätsdienst)
  - Chaplaincy (Militärseelsorge)
- Militärinformationskommando der Kanadischen Streitkräfte (Canadian Forces Intelligence Command (CFIC)/Commandement du renseignement des Forces canadiennes (CRFC)) (Ottawa, ON)
- Nordamerikanisches Luftverteidigungskommando (North American Aerospace Defense Command (NORAD) / Commandement de la défense aérospatiale de l’Amérique du Nord (NORAD)) (CFB Winnipeg, MB) (Der Befehlshaber der 1st Canadian Air Division ist zugleich der Befehlshaber der das Territorium Kanadas umfassenden Canadian NORAD Region (CANR) bei NORAD).
- Militärpolizeigruppe der Kanadischen Streitkräfte (Canadian Forces Military Police Group (CF MP Gp) / Groupe de la Police militaire des Forces canadiennes (Gp PM FC))

## Teilstreitkräfte und Ausrüstung

### Heer

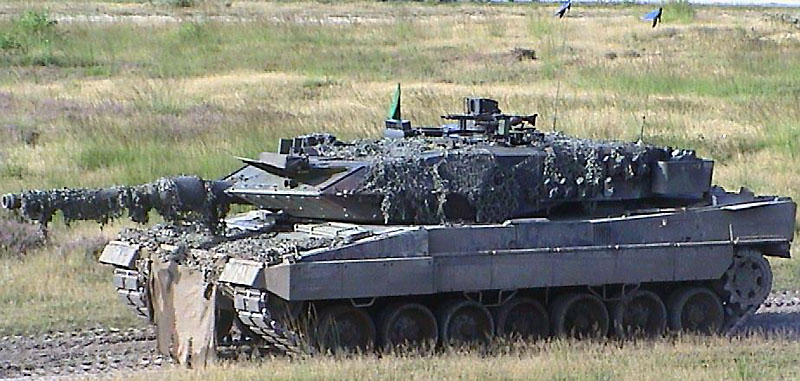
Leopard 2 (der Bundeswehr), wie er auch im kanadischen Heer verwendet wird

Das Heer verfügt über folgende gepanzerte Fahrzeuge und Artillerie: (Stand Dezember 2020):
- 20 Leopard 2A6M CAN (Ex-Fahrzeuge der Bundeswehr)
- 62 Leopard 2; davon 20 auf Rüststand 2A4M CAN. Die restlichen 42 2A4 dienen als Ausbildungsfahrzeuge. (Ex-Fahrzeuge des niederländischen Heeres)
- 12 Bergepanzer 2A2
- 18 Pionierpanzer Wisent 2
- 550 LAV VI, davon 278 Schützenpanzer, 181 Führungsfahrzeuge, 47 Spähpanzer und 44 Instandsetzungsfahrzeuge
- 283 LAV II Bison und Coyote, in diversen Ausführungen; werden ab 2021 durch 360 LAV VI ACSV/LRSS Super Bison ersetzt
- 500 Textron Tactical Armoured Patrol Vehicle (TAPV), in diversen Ausführungen als Taktisches gepanzertes Patrouillen- und Aufklärungsfahrzeug, vor allem im Einsatz bei den Reserveverbänden
- 37 M777, gezogene Haubitze
- 86 Fahrzeugen des Armoured Heavy Support Vehicle System (AHSVS)
- 591 Fahrzeuge des Heavy Logistics Vehicle Wheeled (HLVW)

### Marine
Es gibt zwei große Marinestützpunkte: Die Canadian Forces Navy Base Halifax (CFB Halifax) an der Ostküste und die Canadian Forces Navy Base Esquimalt (CFB Esquimalt) an der Westküste.
Die Flotte umfasst derzeit:
- 4 dieselelektrische-U-Boote der Victoria-Klasse
- 12 Mehrzweck-Fregatten der Halifax-Klasse
- 12 Coastal Defence Vessels der Kingston-Klasse
- 1 Arctic and Offshore Patrol Ship der Harry-DeWolf-Klasse[15] (3 weitere im Bau, 2 bestellt)
- Versorgungsschiff Asterix (umgebautes Containerschiff)[16] als Zwischenlösung

Die kanadische Marine hat immer wieder mit Problemen zu kämpfen. So erreichten die U-Boote wegen technischer Probleme jahrelang nicht die volle Einsatzbereitschaft, während die Versorgungsschiffe das Ende ihrer Lebensdauer eigentlich erreicht haben. Ein Ersatz durch Neubauten war aufgrund von Einsparungen nicht in Sicht. Da sich die Schiffe immer stärker der maximalen Lebensdauer näherten, gaben die kanadische Regierung und das Department of National Defence (DND) am 19. Oktober 2011 die Vergabeergebnisse der 33 Milliarden Dollar teuren Ausschreibung der National Shipbuilding Procurement Strategy bekannt. Zwei Werften sollen insgesamt über 21 neue Schiffe für die kanadische Marine und die kanadische Küstenwache bauen. Die ersten Schiffe wurden ab 2015 ausgeliefert.

### Luftstreitkräfte

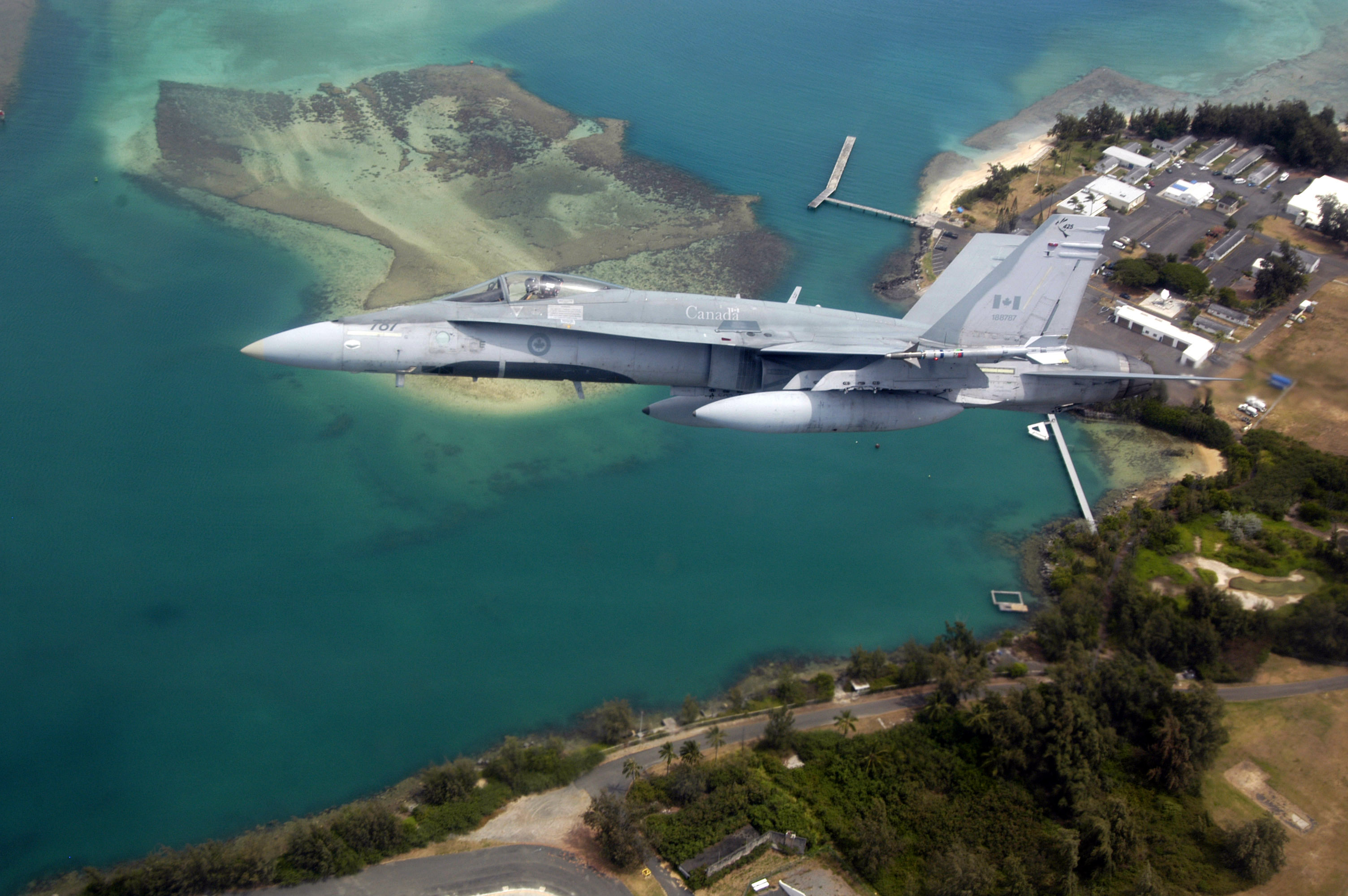
CF-18 Hornet über Hawaii, 2006

#### Ausrüstung
- 4 CC-177 Globemaster III
- 98 CF-18 Hornet
- 32 CC-130 Hercules
- 6 CC-115 Buffalo
- 4 CC-138 Twin Otter
- 6 CC-144 Challenger
- 5 CC-150 Polaris
- 18 CP-140 Aurora
- 3 CP-140A Arcturus
- 28 CH-148 Cyclone (seit 2010)
- 27 CH-124 Sea King (werden seit 2008 ausgemustert und durch CH-148 Cyclone ersetzt)
- 85 CH-146 Griffon
- 15 CH-149 Cormorant

(ohne Trainingsflugzeuge)
Angaben auf der Hauptseite weichen von den obigen teilweise ab.